# Serious Gaming
Serious Gaming was de naam van een Nederlandse e-sportclub uit Amsterdam.

## Geschiedenis
Serious Gaming werd in 2004 opgericht door Bas Peeperkorn, en is opgeheven in 2012.
De club had twee succesvolle spelers in deathmatch-toernooien van Quake. Dit zijn Maciek Krzykowski en Alexej Janushevski, die tussen 2008 en 2012 voor het team speelden. Zij behaalden tijdens kampioenschappen van DreamHack en Electronic Sports World Cup de eerste plaats.
Daarnaast was het team ook actief met andere speltitels, zoals StarCraft, Warcraft en Call of Duty.

## Divisies
- Call of Duty 2
- Counter-Strike 1.6
- Defense of the Ancients
- Painkiller
- Quake
- Warcraft III: The Frozen Throne